# Jeziditák
A jeziditák vagy jezídik, jezidek, jazidik, (kurd: ئێزیدی Êzîdî) egy, főleg Kurdisztán területén élő, kurd nemzetiségű vallási kisebbség. A tudósok és a jazidi körök között nézeteltérés van abban, hogy a nép külön etnikai-vallási csoport-e, vagy a kurdok vallási alcsoportja.
Jelentős részük az iraki Szindzsár hegység körül él. 
Itt két iraki falu kivételével az északi kurd nyelvjárást, a kurmadzsit beszélik. 
A jezidizmus a jazidi nép etnikai vallása, monoteista nézetű, alapjai pedig mintegy négyezer évre visszamenően a zoroasztrizmus előtti iráni hitben gyökereznek.
Amióta az iszlám elterjedt a kora középkori hódításokkal, előbb az arabok , majd később néha a törökök üldözték őket, mivel a muszlim papok eretnekséggel vádolták őket vallási gyakorlataik miatt. Az Oszmán Birodalomban alkalmazott különféle állami szankciók ellenére a jazidik a történelem során viszonylag békésen éltek szunnita szomszédaikkal. A modern időkben különösen az ISIS üldözi őket. A kurd régiókban zajló támadások miatt sokan a nyugati országokban kerestek menedéket.

## Hitviláguk
A vallásuk erősen szinkretikus.
A jezidizmus magába foglalja az ősi iráni vallás elemeit, valamint a judaizmus, a keleti kereszténység és az iszlám elemeit. A jezidizmus az egyetlen Istenbe vetett hiten alapul, aki megteremtette a világot, és hét szent lényre bízta, akiket angyaloknak neveznek. Ezek közül az angyalok közül kiemelkedik Tawûsî Melek (szó szerint a 'Páva angyal'), más néven Melek Taûs ), aki az angyalok vezetője, és akinek hatalma van a világ felett.
Hitükre nagyon erősen hatott a korai iszlám egyik misztikus irányzata, a szúfizmus. Legközelebbi rokon vallásainak a síita iszlám alapelveit elfogadó alevizmust és jarszanizmust tekintik, de éppen e rokonság miatt leginkább az agresszív muszlim felekezetek üldözik őket – a jezidi történelem az Iszlám Állam 2015-ös vérengzését is beszámítva 73 nagy pogromhullámot tart számon.
Eredetmítoszuk teljesen egyedi: hitük szerint a Jaszdannak nevezett Isten először Melek Tauszt, a Pávaangyalt teremtette meg saját fényéből, saját képére, méghozzá úgy, hogy senki előtt ne hajtson fejet. Ezután teremtett további hat arkangyalt, akik Tausz beosztottjai lettek, majd immár nem fényből, hanem porból az első embereket:  Ádámot és Évát. Ezután megparancsolta Melek Tausznak, hogy hajtson fejet az ember előtt, de az arkangyal megtagadta a parancsot. Isten ezért nemhogy nem büntette meg, de őt nevezte ki földi helytartójává. Éppen ezért a jazidik nem a mindent megbocsátó Istenhez imádkoznak, hanem Melek Tauszhoz, akinek az emberhez hasonlóan választania kell a jó és a rossz között. A Pávaangyalt a muzulmánok Luciferrel azonosítják, emiatt sátánimádónak tartják és üldözik a jazidiket. Más álláspontok szerint üldöztetésük oka a közösség nevének félreértése, ezt ugyanis a szunnita szélsőségesek a 7. században élt I. Jazíd ibn Muávija kalifa nevéből vezetik le, márpedig őt kicsapongó, iszákos életmódja miatt elítéli az utókor. Igazából a jazidi név egy perzsa szóból ered, és egyszerűen annyit tesz, hogy „Isten követői”.
A jezidiség nem missziós vallás, hívei születésükkel válnak a közösség tagjaivá. Vallásos szokásaikat féltékenyen titkolják az idegenek előtt, hitükre betérni nem lehet. Ha egy jezidi más vallású házastársat választ, ezzel elveszíti vallását, és egyúttal számíthat a közösség megtorlására – így például 2015 áprilisában Basikában jazidi férfiak halálra köveztek egy 17 éves lányt, mert egy muzulmán fiút szeretett. Vallásuk gyakorlása közben más hitűek egyáltalán nem is láthatják őket. Emiatt a hívek számát is csak becslik a szakértők – tág intervallumban, hetvenezer és 1,2 millió közé. Be- és elzárkózásuk oka, hogy hitük szerint míg a többi ember Ádámtól és Évától ered, ők maguk csupán Ádám leszármazottai. Ádám és Éva ugyanis összevitatkozott azon, hogy melyiküké a főszerep a gyermeknemzésben. Ezt eldöntendő egy-egy edénybe helyezték magjukat. Éva edényéből kukacok, bogarak és egyéb gusztustalan lények másztak ki, Ádáméból viszont egy csodaszép fiúgyermek, aki ezért az Edény Fia nevet kapta. Edényfi egy hurit vett nőül, és vele nemzette a jazidikat.

## Szokások és tilalmak

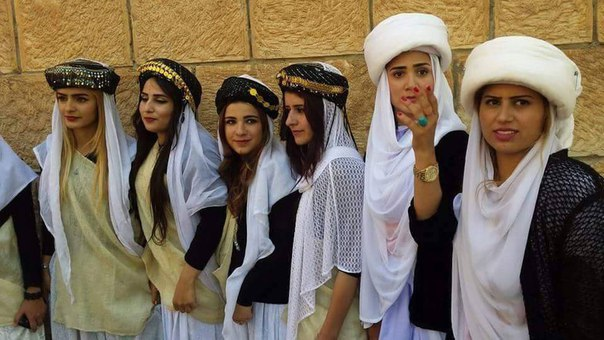
Jezidi lányok a hagyományos öltözetben

A Bibliát és a Koránt is követik. Vallási hagyományaik nagy részét nem írták le, hanem szájhagyományként adják tovább.
Hisznek az újjászületésben – ezért nem ehetnek salátát, annak neve ugyanis kurdul koasz, ez pedig nagyon hasonlít a lélekvándorlást jelentő koaszasza szóra. Mivel a lélek mindannyiszor újjászületik, a jazidi hitben nincs pokol. A közösségből kizárt egykori jazidik lelke azonban nem fejlődhet tovább, soha nem tisztulhat meg.
Gyermekeiket szentelt vízzel keresztelik meg, az esküvőkön a pap kenyeret tör. A menyasszony vörösbe öltözik, és keresztény templomokba látogat. Rendszeresen állatot áldoznak,[forrás?] a fiúkat körülmetélik.

## Szentélyek
Fő szentélyük Lálesben , (Moszultól É-ra) áll. E templomban áll vallásuk legszentebb jelvénye, Melek Tausz, a Pávaangyal szobra. Legnagyobb szentjük Adi ibn Muszáfir sejk (Sejkh 'Adi), akinek ugyancsak Lálesben álló síremlékéhez évente ünnepélyesen elzarándokolnak, és rituálisan megmártóznak a folyóban.

## Dokumentumfilm
- Szentélyek titkai (angol ismeretterjesztő filmsorozat, 2019) 3. rész benne Láles, a jeziditák legfőbb szentélye, Adi sejk sírja, ...

## Galéria

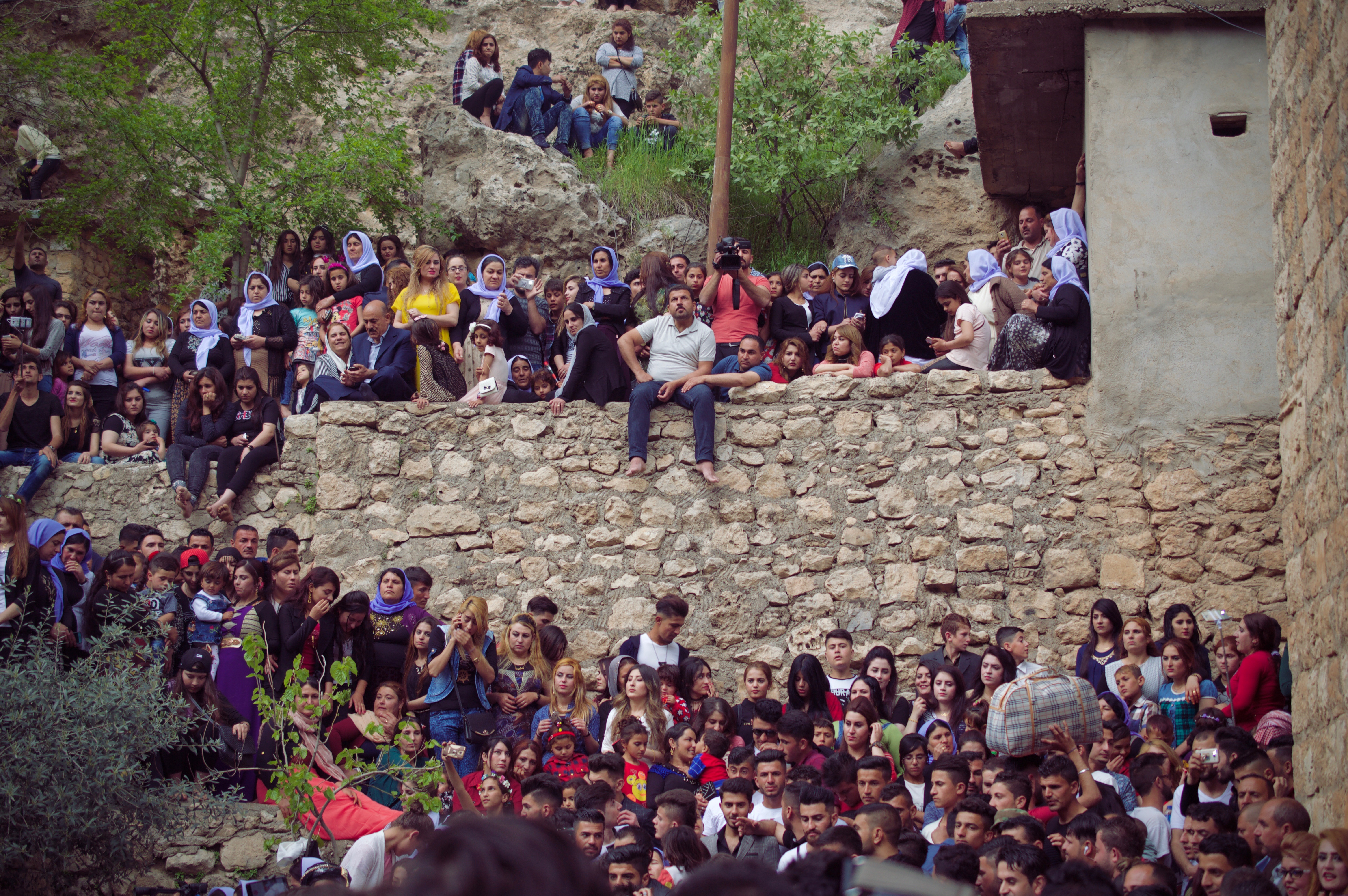
A jezidi új év ünneplése (2017) Lálesben
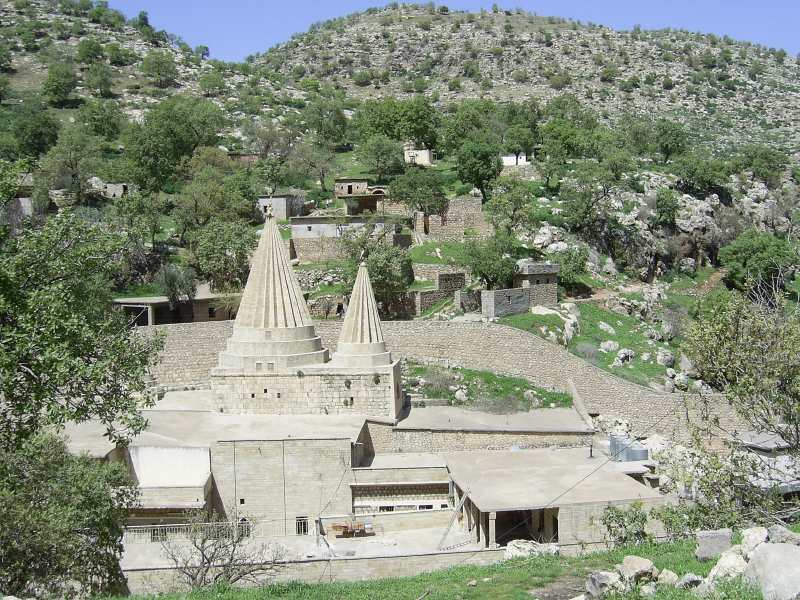
Sejkh 'Adi sírja Lálesben
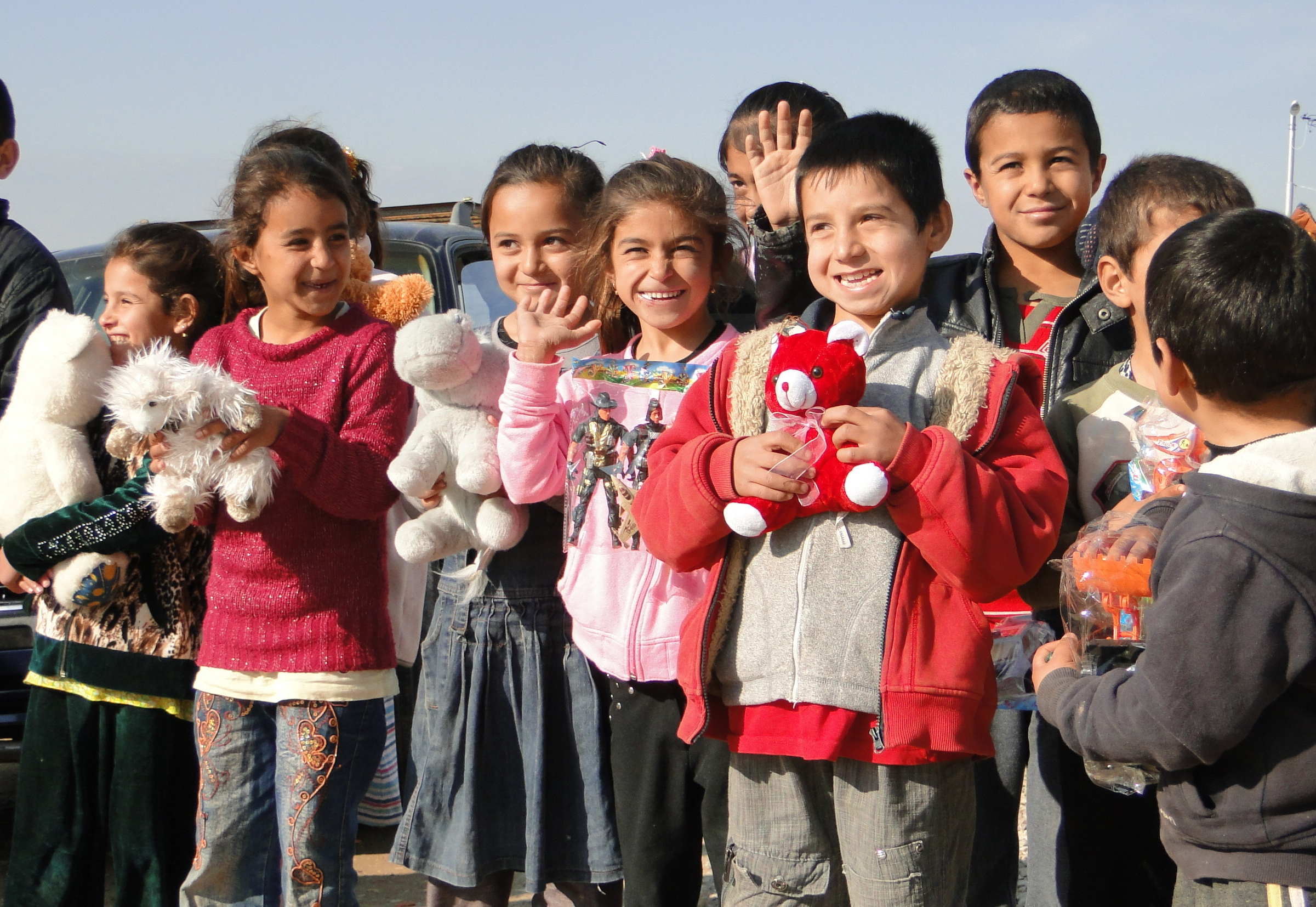
Jezidi gyerekek
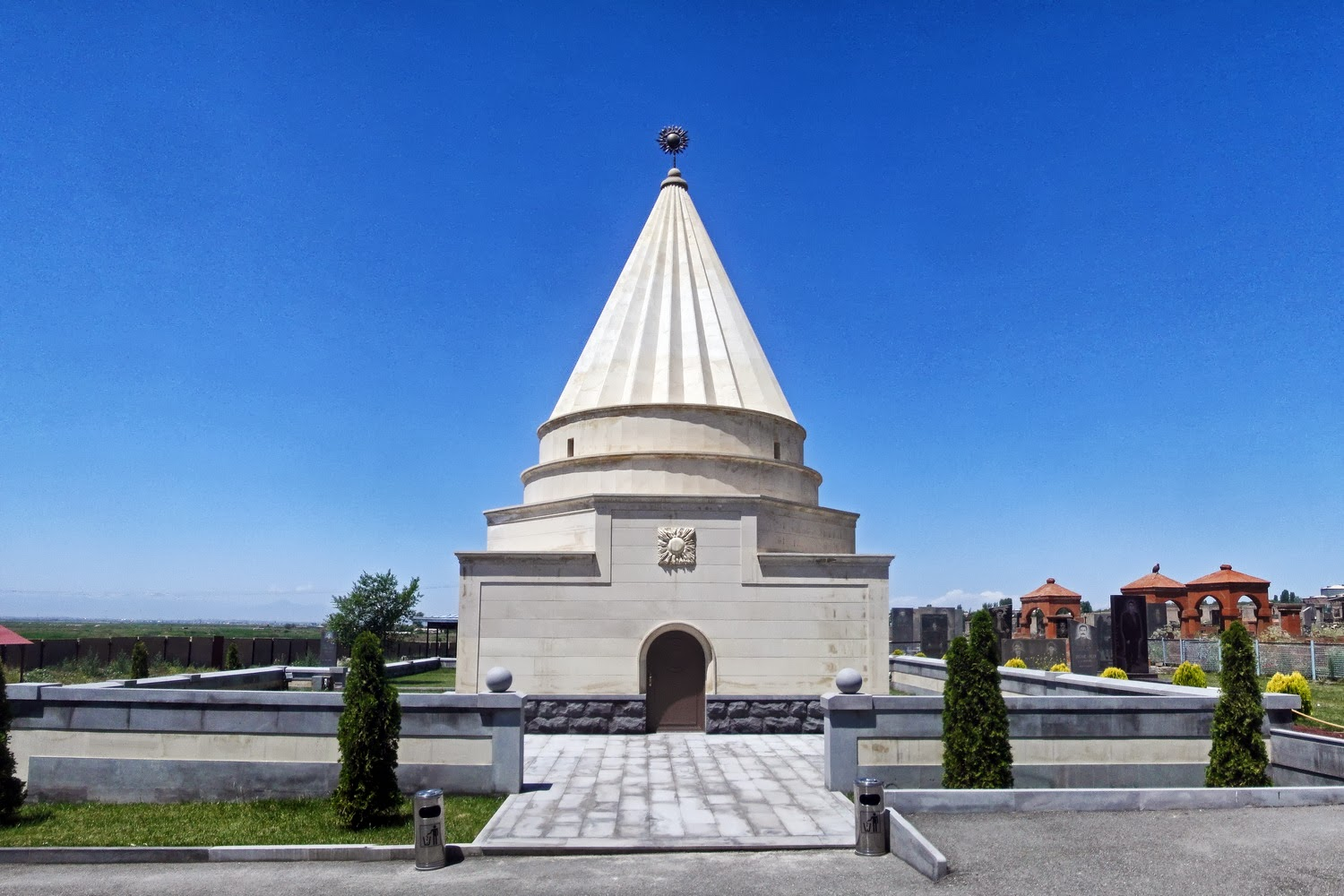
Egy templomuk Örményországban